# Étienne Desmarteau
Étienne Desmarteau (Boucherville, 4 de fevereiro de 1873 - Boucherville, 29 de outubro de 1905) foi um atleta canadense, campeão do arremesso de peso nos Jogos Olímpicos de 1904, em St. Louis, Estados Unidos.
Desmarteau era um dos favoritos no evento do arremesso de peso de 25 kg ou 56 libras, prova que não mais existe nos Jogos, e havia derrotado o campeão olímpico do lançamento de martelo, também grande contendor nesta prova, John Jesus Flanagan, em 1902. Pouco antes dos Jogos, porém, Flanagam quebrou o recorde mundial da prova, tornando-o um dos favoritos junto ao canadense.
Para ir a St. Louis, Desmarteau, um policial em Montreal, teve que solicitar uma licença não-remunerada à direção da polícia, que a negou. Mesmo assim, ele resolveu fazer a viagem, o que lhe custou o emprego.
Em St. Louis, seu primeiro arremesso, de 10,48m, foi o suficiente para lhe dar a medalha de ouro sobre Flanagan.
Na volta ao Canadá, ele foi recebido como herói nacional em Montreal e readmitido na força policial. No ano seguinte, porém, morreu de febre tifoide, com apenas 32 anos de idade.

## Homenagens
Um distrito, um parque público e uma arena de esportes foram batizados com seu nome, em seu tributo, em Montreal. O Centre Étienne Desmarteau foi utilizado como local das competições de basquetebol nos Jogos Olímpicos de Montreal em 1976.